# Palm Beach United
Palm Beach United, anteriormente conhecido como Beaches FC, é uma agremiação esportiva da cidade de Jupiter, Flórida. Atualmente disputa a National Premier Soccer League.

## História
Fundado em 2017 por Trevor Adair, o clube faz a sua estreia na NPSL na temporada 2017.

## Símbolos

### Escudo
| Evolução do Escudo do Palm Beach United | Evolução do Escudo do Palm Beach United | Evolução do Escudo do Palm Beach United | Evolução do Escudo do Palm Beach United | Evolução do Escudo do Palm Beach United | Evolução do Escudo do Palm Beach United | Evolução do Escudo do Palm Beach United | Evolução do Escudo do Palm Beach United | Evolução do Escudo do Palm Beach United |
| 2017                                    | 2018 – Atual                            |                                         |                                         |                                         |                                         |                                         |                                         |                                         |
| --------------------------------------- | --------------------------------------- | --------------------------------------- | --------------------------------------- | --------------------------------------- | --------------------------------------- | --------------------------------------- | --------------------------------------- | --------------------------------------- |